# Zürich (district)
Zürich is een district in kanton Zürich en bestaat sinds 1989 enkel nog uit de stad Zürich.
Van 1814 tot 1989 omvatte het district ook de gemeenten van het huidige district Dietikon en Zollikon, dat tegenwoordig in district Meilen ligt.
| Wapenschild | Postcode en gemeentenaam | Inwoners (2002) | Oppervlakte (km2) | Gemeentenummer |
| ----------- | ------------------------ | --------------- | ----------------- | -------------- |
| Zürich      | 8000 Zürich              | 339.914         | 87,74             | 0261           |

| Wapenschild    | Voormalige gemeentenaam | Annexatie | Stadsgewest           |
| -------------- | ----------------------- | --------- | --------------------- |
| Affoltern      | Affoltern bei Zürich    | 1934      | District 11           |
| Albisrieden    | Albisrieden             | 1934      | District 9            |
| Altstetten     | Altstetten              | 1934      | District 9            |
| Aussersihl     | Aussersihl              | 1893      | District 4/District 5 |
| Enge           | Enge                    | 1893      | District 2            |
| Fluntern       | Fluntern                | 1893      | District 7            |
| Hirslanden     | Hirslanden              | 1893      | District 7            |
| Höngg          | Höngg                   | 1934      | District 10           |
| Hottingen      | Hottingen               | 1893      | District 7            |
| Oberstrass     | Oberstrass              | 1893      | District 6            |
| Oerlikon       | Oerlikon                | 1934      | District 11           |
| Riesbach       | Riesbach                | 1893      | District 8            |
| Schwamendingen | Schwamendingen          | 1934      | District 12           |
| Seebach        | Seebach                 | 1934      | District 11           |
| Unterstrass    | Unterstrass             | 1893      | District 6            |
| Wiedikon       | Wiedikon                | 1893      | District 3            |
| Wipkingen      | Wipkingen               | 1893      | District 10           |
| Witikon        | Witikon                 | 1934      | District 7            |
| Wollihofen     | Wollishofen             | 1893      | District 2            |

Affoltern · Andelfingen · Bülach · Dielsdorf · Dietikon · Hinwil · Horgen · Meilen · Pfäffikon · Uster · Winterthur · Zürich